# Provincia de Cutervo
Cutervo es una de las trece que provincias que conforman el departamento de Cajamarca ubicado en la República del Perú. Limita por el norte con la provincia de Jaén, por el este con el departamento de Amazonas, por el sur con la provincia de Chota y por el oeste con el departamento de Lambayeque.
Desde el punto de vista jerárquico de la Iglesia católica, forma parte de la prelatura de Chota, sufragánea de la arquidiócesis de Piura.

## Historia
Por los vestigios, pictografías y útiles de metal encontrados en las diversas zonas de la Provincia,  se considera que el territorio de Cutervo fue poblado desde la épocas  preínca, es así que en las zonas de los distritos de Pion, Sócota San Juan se observan pinturas rupestres que tendrían antigüedades superiores a los cuatro mil años, similares a las pinturas encontradas en las provincias de San Ignacio. 
Posteriormente se tiene influencias de diversas culturas tales como Waris, Chimus, y dentro de la cultura regional perteneció al territorio de los Guambos, hasta que por la expansión inca aproximadamente  el año 1460, el territorio fue anexado al Imperio Incaico.

### Cutervo, durante la emancipación y la vida republicana
Durante el proceso de la emancipación ( años que precedieron y que siguieron a la proclamación de la Independencia del Perú -1821) , Cutervo no fue ajeno a esta causa, toda vez que pertenecía a la repartición de los Guambos y dependía de la provincia de Chota, en consecuencia los pobladores de este lugar colaboraron en la causa emancipadora, algunos lo hicieron con dinero, otros con víveres, otros con animales tales como caballos, medicinas, ropa, ponchos y otros participaron directamente para hacer frente al enemigo agresor.
El 12 de noviembre de 1823 es promulgada la primera Constitución Política del Perú, por el primer Congreso Constituyente, aquí se dispuso que el territorio de la república se dividiera en departamentos, éstos en provincias y las provincias en distritos. El año 1834, en la ciudad de Cajamarca, se formó una comisión de Notables con el nombre Junta Departamental de Cajamarca, con el fin de trabajar en la creación del departamento separándose de la Libertad.
La junta departamental de Cajamarca realizó una serie de gestiones en la capital de la república, sin tener éxito alguno, en vista de lo cual se adoptó en Cajamarca un levantamiento popular que proclamó la creación del departamento de Cajamarca nombrando al mismo momento sus propias autoridades.
El levantamiento tuvo éxito y se reconoce al nuevo departamento por decreto supremo el 11 de febrero de 1855, situación que es regularizada por ley del 2 de enero de 1857, durante el gobierno del Mariscal Ramón Castilla. Se denominó capital del departamento a la ciudad de Cajamarca, el cual se formó con las provincias de Cajamarca, Cajabamba Chota y Jaén..
El 28 de enero de 1871, Cutervo es elevado a la categoría de ciudad mediante ley s/n junto con las villas de Hualgayoc y San Miguel. Por el año 1874, el diputado suplente por Chota Mercedes Contreras, cutervino ilustre de digna recordación, en compañía de los representantes de la misma cámara: Pedro J. Villanueva, diputado por Chota; Manuel María Gálvez, diputado por Cajamarca, y otros más, presentó el primer proyecto de creación de la provincia de Cutervo. Seguidos los trámites reglamentarios y contando con el informe favorable de la Sociedad Geográfica del Perú, este proyecto quedó «A la Orden del Día», hasta que desapareció el proyecto del Parlamento, dejando trunca la justa aspiración de sus actores, además de la población cutervina en general.

## Geografía

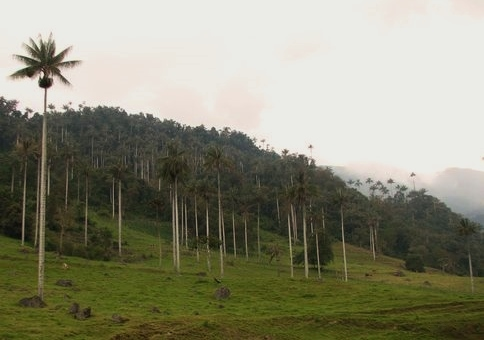
Vista del parque nacional de Cutervo

La provincia de Cutervo se encuentra ubicada en la parte central del espacio geográfico del departamento de Cajamarca, en la cadena central del sector de los Andes norteños del Perú. Sus coordenadas son entre los 5°40′39″ en su extremo septentrional, formado por la confluencia de los ríos Chamaya y Marañón, en la Jayua, a orillas del río Chotano, distrito de Cutervo. Latitud oeste entre los meridianos 78°10′36″, en sus extremos occidentales, en el cerro Capitán del distrito de Querocotillo.
Tiene una extensión superficial de 3028.46 km², que representa el 0,2 % de la superficie total del país.

### Hidrografía
Las masas de agua en Cutervo se encuentran formando manantiales, riachuelos, lagunas y aguas subterráneas.
Las aguas se distribuyen mediante sus divisorias, cuencas y afluentes que desembocan en su colector principal el río Marañón para desembocar finalmente en el océano Atlántico.

#### Principales ríos
- Río Cutervo: Está formado por las aguas de los ríos Cullanmayo y Yangachis. Se une con el río Sócota el cual desemboca al río Marañón.

- Río Chotano: Nace en la provincia de chota, pero atraviesa el territorio de Cutervo el cual se une al río Huancabamba-Chamaya al norte de la provincia de Cutervo.

- Río Callayuc: Está formado por quebradas que se unen con el río santa clara. Este río desemboca en el Huancabamba-Chamaya en puerto recodo.

- Río San Martín: Se forma por las quebradas Sadamayo, Chorro Blanco y Cedros.

- Río Mayo: Está formado por las quebradas Catre, Pajonal y Cajones. Al llegar al puerto Malleta se une al río Marañón.

- Río Choro: Desemboca directamente en el río Marañón.

- Río Huancabamba-Chamaya: Pasa por los distritos de Callayuc, Santa Cruz, Pimpincos y Choros.

- Río Marañón: Bordea el oriente de la provincia de Cutervo. A él se unen todos los ríos de la provincia de Cutervo. Al unirse el río Marañón con el río Ucayali desembocan al río Amazonas; el cual es el más caudaloso del mundo.

## División administrativa
La provincia se divide en quince distritos:
1. Cutervo
2. Calláyuc
3. Choros
4. Cujillo
5. La Ramada
6. Pimpingos
7. Querocotillo
8. San Andrés de Cutervo
9. San Juan de Cutervo
10. San Luis de Lucma
11. Santa Cruz
12. Santo Domingo de la Capilla
13. Santo Tomás
14. Sócota
15. Toribio Casanova

## Población
La provincia de Cutervo tiene en la actualidad una población de 140 633 habitantes, ubicándose en el cuarto lugar de las provincias más pobladas del departamento de Cajamarca. Alberga el 11 % de la población con respecto al total departamental. La población urbana es del 19.00 % y la rural el 81 %.

## Agricultura y ganadería
La agricultura y ganadería constituye la base de la economía de Cutervo. La población dedicada directamente a las actividades agrícolas y pecuarias en 1981, era de 71,15 % de la PEA ocupada. En 1993 se estimó en un 71.5 %. En abril de 2002 se estima unos 23 069 productores agropecuarios.
En cuanto a la propiedad privada y el uso de la tierra predomina el minifundio y las pequeñas parcelas. Un 63 % de las unidades agrícolas tienen una extensión menor a tres hectáreas. El minifundio, el tipo de cultivos de autoconsumo y la tecnología tradicional y carente de mejoras tecnológicas aplicadas, son unidades productivas que no garantizan una subsistencia familiar sostenible.

## Transporte
La provincia de Cutervo tiene aún limitaciones para su interconexión vial. De los quince distritos que conforman el ámbito territorial, cuatro distritos todavía no están articulados con la capital provincial. Las vías de comunicación existentes no son adecuadas para facilitar el acceso a los principales centros de comercio de los departamentos de Lambayeque y Cajamarca.
Sin embargo, la provincia de Cutervo integra dos importantes ejes de desarrollo, a través de la carretera Cutervo-Chiclayo, y la carretera Olmos-Corral quemado.
Distancias de Cutervo a las capitales de distritos
Callayuc (capital) 70 km/2 h.
Cujillo (capital) 5 h.
Choros (capital) 5 horas.
La Ramada (capital) 3 h.
Pimpingos (capital) 6 h.
Querocotillo (capital) 3 h.
San Andrés de Cutervo (capital) 2 h.
San Juan de Cutervo (capital) 4h.
San Luis de Lucma (capital) 2 h.
Santa Cruz de Cutervo (capital) 6 h 30 min.
Santo Tomás de Cutervo (capital) 3 h.
Sócota (capital) 45 min.
Santo Domingo de la Capilla (capital) 1 h.
Toribio Casanova (La Sacilia) 210 km/6 h.

## Capital
La capital de la provincia es la ciudad de Cutervo. Cutervo es una ciudad típica de la sierra del Perú, ubicada a 2637 m s. n. m., relativamente pequeña, asentada en un terreno irregular sobre las faldas del cerro Ilucan.
Los atractivos más importantes se encuentran en sus tradiciones y festividades, así como sus campiñas y lugares aledaños (Yacuchingana, Cahquil, San Rafael, El Arenal, Chipuluc, La Succha, etc.) que se caracterizan por su belleza paisajista.

## Autoridades

### Regionales
- Consejero regional
  - 2019-2022:[2] Jaime Terrones Pardo (Cajamarca Siempre Verde)
  - 2023-2026

### Municipales
- Alcalde 2019-2022:[2] Segundo Raúl Pinedo Vásquez, de Cajamarca Siempre Verde.

- Alcalde 2023-2026: Moisés Gonzales Cruz

### Policiales
- Comisario:

## Atractivos turísticos

### Parque nacional de Cutervo
Creado en 1961 por gestión del doctor Salomón Vílchez Murga, se ubica en las montañas occidentales del Perú. Su extensión es 8215,23 ha, según Ley 28860, del 5 de agosto de 2006, donde también se establece los límites e hitos cartográficos, constituyendo la base para preservar la biodiversidad existente ante la amenazante tala indiscriminada de sus bosques y la caza intensiva de la fauna.
Complejo ecológico del Pilco -  Conformado por: El Bosque de Piedras, Cascada, las Torrecillas del Pilco, cascada El Pilco y Laguna el Pilco. Este recurso se puede visitar durante todo el año, pero en especial en el día mundial del agua (22 de marzo) por realizarse actividades en el lugar por parte de la comunidad.
La Laguna El Pilco, se ubica a 2 horas 50 minutos de la ciudad de Cutervo en el Distrito de Sócota, Caserío de Mochadín, a 2537 m s. n. m. al pie de un cerro donde se ha juntado una gran masa de agua un tanto oscura, formando una bella laguna que tiene una profundidad aproximada de diez metros.
A su alrededor se forma una playa de arena blanca, no muy común en la parte sierra del país. La zona cuenta con una interesante variedad de flora como orquídeas, árboles de pino, helechos, hongos, etc. entre su fauna silvestre se encuentran conejos, venados, chinchilla, entre otros así mismo, habita el ave representativa del lugar llamado  Pilco - Quetzal de Cabeza Dorada (Pharomachrus auriceps). 
Pictografía y torres de Llipa. - Llipa (del quechua llimpiy  significa Brillante o Brillar) es una comunidad ubicada entre los distritos de Sócota y Cutervo distante a una hora aproximada de la capital, acá se aprecian arte rupestre de tiempos desconocidos y las famosas Torres.
- Las Pictografías de Llipa.

(del diario "El Comercio"- 28/09/1991)
Entre cerros escabrosos, desoladas quebradas, matorrales y pantanos, sencillos campesinos, en busca de ganado extraviado, dieron de repente con el peñón de Llipa cubierto de figuras en rojo sangre, retrocediendo temerosos ante lo que juzgaron como "cosa del diablo"
Así fue como Vílchez Murga recuerda cómo, junto al Dr. Antonio Delgado Fernández y el profesor Oriel Mera Toro, recorriendo unos quince kilómetros de escarpados senderos al Norte de Cutervo, llegaron al lugar de los pictogramas, donde se encuentra unas doscientas figuras en el abrigo de un inmenso peñón cortado a pico con frente al Occidente. Era el atardecer de un 20 de agosto de 1967.
Para el científico se trata de signos esotéricos, esbozos de plantas animales y hombres, así como una especie de planos e instalaciones, y a muchas de ellas les ha dado significaciones de ese tipo.
Destaca en el conjunto una piedra situada en lo más alto con unas quince manchas en doble hilera horizontal. Además una línea que se quiebra en una especie de explosión, prolongándose hacia abajo en un zigzag.
"No se advierte escenas de caza ni violencia. Se presume más bien razones filosóficas, científicas y técnicas hechas por hombres sabios de una cultura desconocida. Talvez de los hipotéticos Atlantes o Lemures, Protoegipcios o Calderos ¡Sabe Dios!
- Las Torres de Llipa.

Las torres o Chulpas sagradas, que en la actualidad solo quedan dos, son conocidas por los lugareños como Torre Blanca y Torre Colorada, y son edificios de apariencia monumental y sacra, de planta cuadrada,  con una cornisa que recorre con cuatro lados, el elemento básico de construcción es la piedra,  la cual evidencia haber sido previamente seleccionada y labrada angularmente. Las dimensiones de estas son variadas y se encuentran unidas por una fina capa o película de mortero de barro.
Las piedras que se han asentado en los vértices cumplen la función estructural (columnas) de pilares angulares, siendo las dimensiones promedio de estas 1.10 m de largo por 0.85 m de altura aproximadamente, ambas presentan cobertura o techumbre del mismo material descrito.

## Festividades
- Febrero: Carnavales
- Junio: Feria Taurina de San Juan, las aisas dadas a finales de la Fiesta de San Juan.
- 15 de agosto: Virgen de la Asunción